# Bottmingen
Bottmingen (Baseldeutsch: Bottmige [ˈbɔtːmiɡə]) ist eine politische Gemeinde im Bezirk Arlesheim des Kantons Basel-Landschaft in der Schweiz.
Die an Basel grenzende Gemeinde wird im Allgemeinen zu den wohlhabenderen Vororten der Stadt gezählt und ist gemessen an dem Steueraufkommen die finanzstärkste Gemeinde des Kantons Basel-Landschaft.

## Geographie
Bottmingen liegt im Leimental, das aufgrund des hier durchfliessenden Birsigs auch Birsigtal genannt wird, am Fusse des Bruderholzes auf 295 m ü. M. Seine Nachbargemeinden sind Reinach, Oberwil, Binningen und die Stadt Basel. Die Fläche der Gemeinde beträgt 299 Hektaren, davon sind 52 % Siedlungsfläche, 28 % Landwirtschaftsgebiet, 19 % Wald und 1 % unproduktive Fläche.

## Geschichte
Die erste urkundliche Erwähnung Bottmingens erfolgte im Jahre 1246 als Bothmingen.
Seit dem 11. Jahrhundert gehörte Bottmingen zusammen mit Binningen dem Bischof von Basel. Im Jahre 1534 wurde das Dorf an die Stadt Basel verpfändet, und 1585 erwarb Basel Bottmingen schliesslich ganz.
Bereits im 18. Jahrhundert trennten Bottmingen und Binningen ihre Weiden und das Vermögen. Im Jahre 1756 bekam Bottmingen eine eigene Schule. Während der Helvetischen Republik war die Gemeinde Teil des Kantons Basel. Aber erst im Jahr 1837, kurz nach dem Übertritt in den neu gebildeten Kanton Basel-Landschaft, trennten sich Bottmingen und Binningen und bildeten fortan politisch eigenständige Gemeinden.

## Wappen
Das Bottminger Wappen besteht seit dem Jahr 1943: zwei gekreuzte silberne Figuren auf rotem Grund, deren Bedeutung sich nicht mit Sicherheit feststellen lässt. Es ist das Siegel des Basler Adelsgeschlechts Schilling, der zweiten Besitzer des Bottminger Schlosses.

## Bevölkerung
27 % der Einwohner sind römisch-katholisch und 36 % reformiert. Der Ausländeranteil (Einwohner ohne Schweizer Bürgerrecht) beträgt 27,3 %.

## Politik
Gemeindepräsident ist, für die Legislatur 2024 bis 2028, Christian Caderas (FDP Bottmingen) (Stand 2024).
Bei den Schweizer Parlamentswahlen 2023 betrugen die Wähleranteile in Bottmingen: SVP 24,3 % (2019 21,8 %), FDP 21,9 % (24,8 %), SP 21,3 % (18,7 %), Mitte 11,3 % (9,8 %), glp 9,2 % (7,6 %), Grüne 8,9 % (14,5 %), EVP 1,8 % (2,8 %), EDU 0,3 % (–).

## Persönlichkeiten
- Stella David (1883–1950), österreichisch-schweizerische Schauspielerin, lebte und starb in Bottmingen
- Friedel Grieder (1890–1980), Schweizer Bildhauerin, wurde in Bottmingen geboren
- Hans Walter Schaub (1913–1994), Geologe und Paläontologe, Museumsdirektor und Hochschullehrer, wurde in Bottmingen geboren
- Hubert Schwab (* 1982), Radrennfahrer und Trainer, wurde in Bottmingen geboren

## Sehenswürdigkeiten
- Weiherschloss Bottmingen, das 1363 zum ersten Mal erwähnt wurde. Seit 1957 ist es ein Restaurant und gehört dem Kanton Basel-Landschaft.
- Dorfmuseum

## Bildergalerie

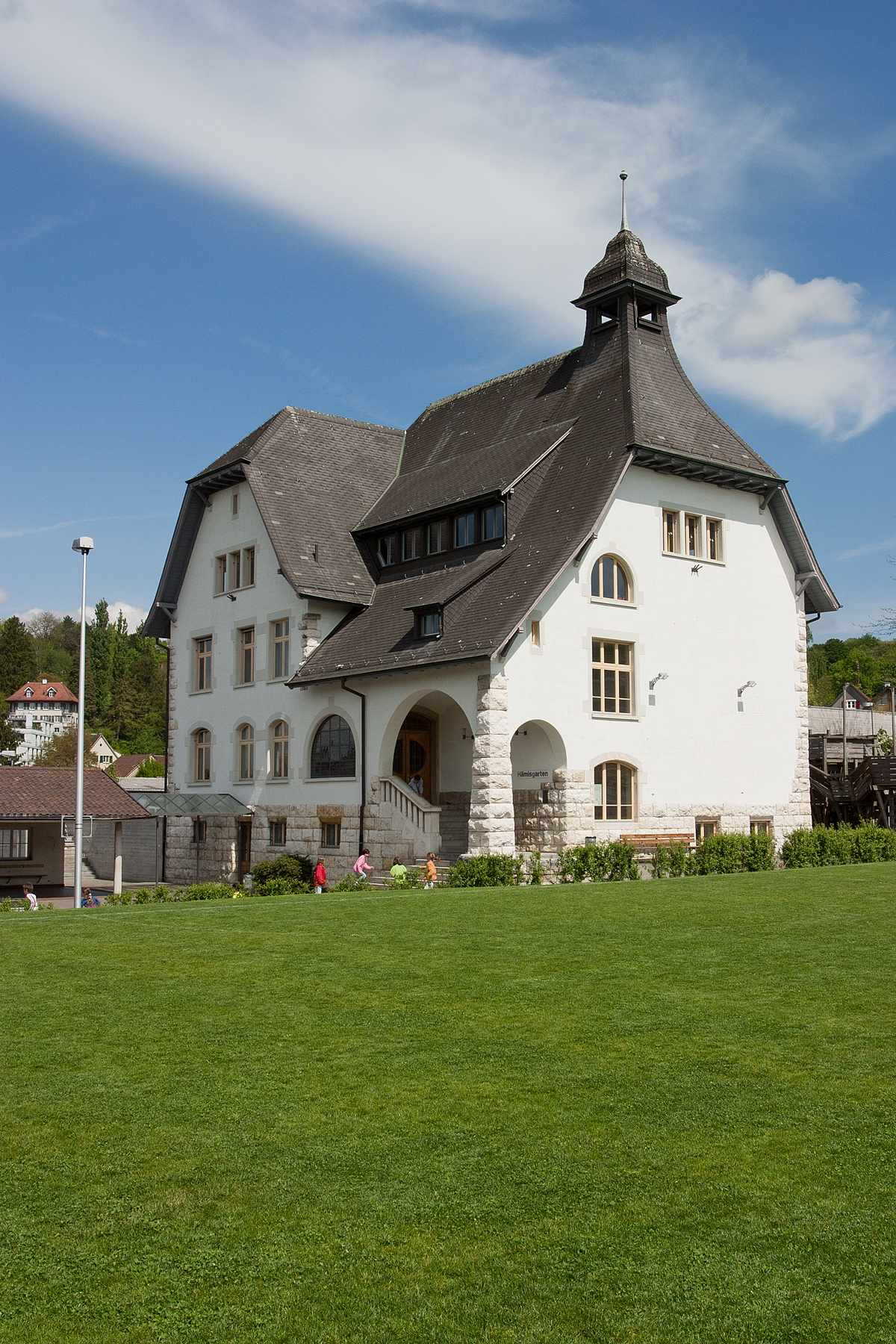
Primarschulhaus «Hämisgarten»
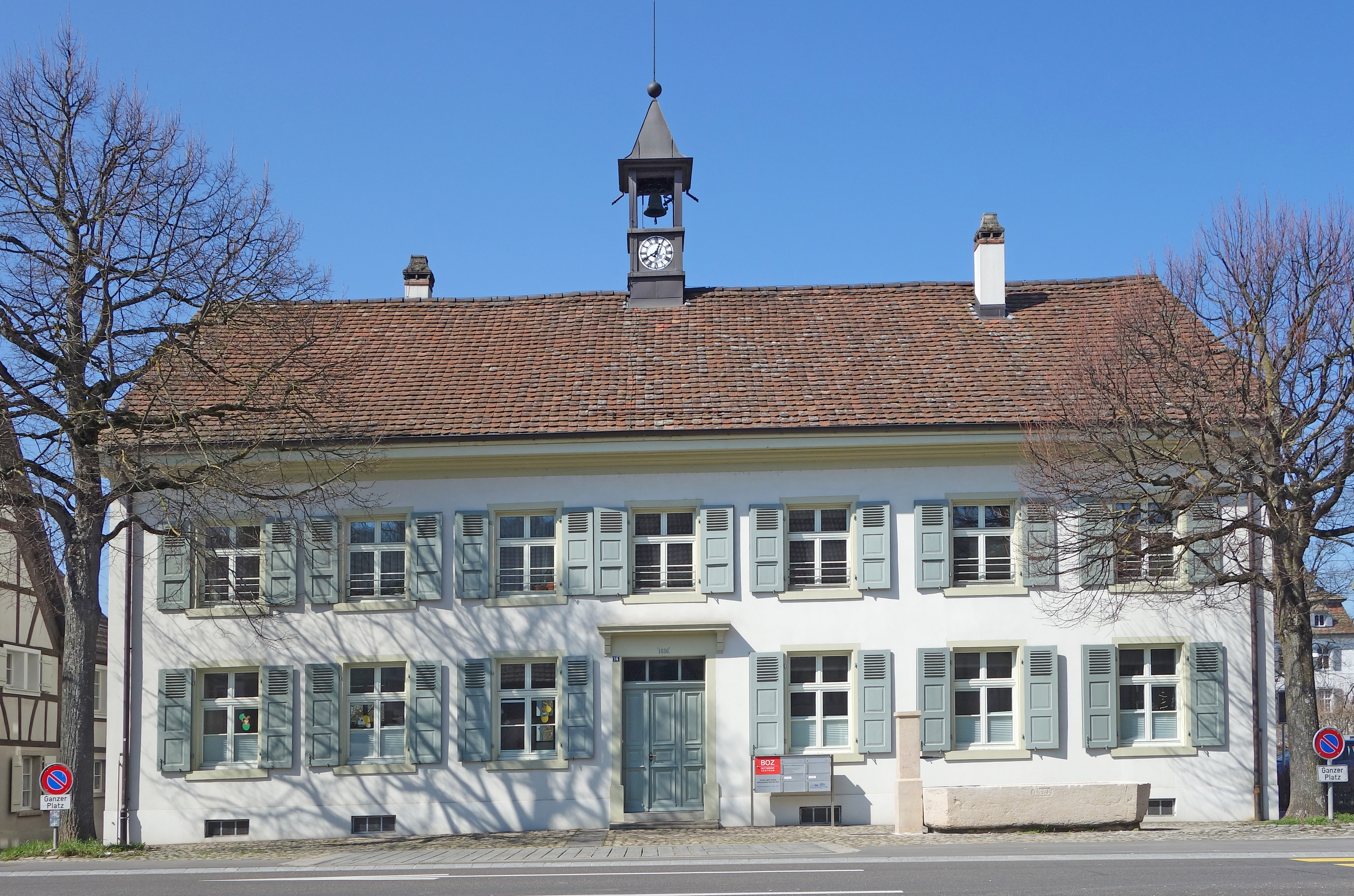
Altes Primarschulhaus
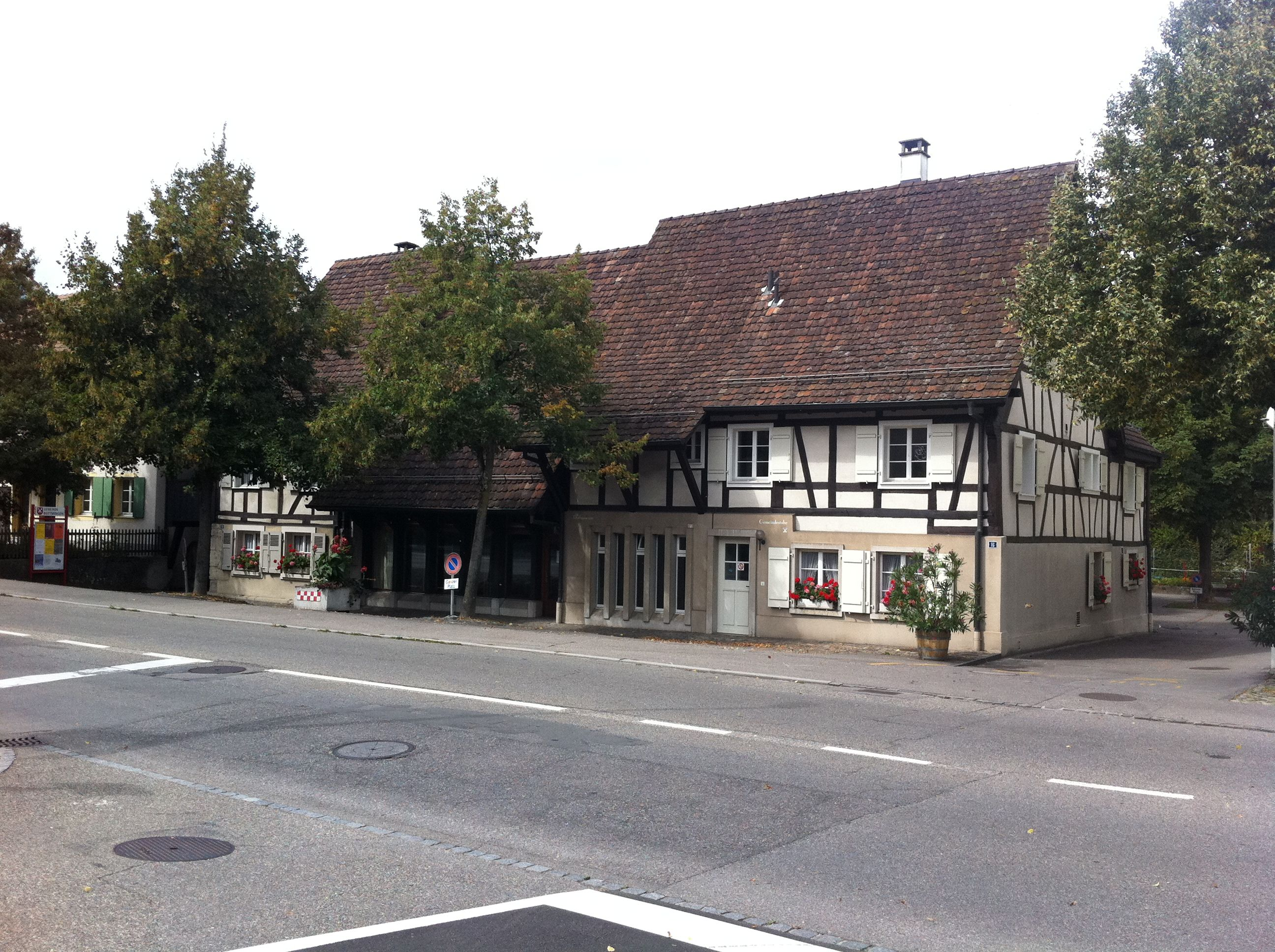
Dorfmuseum
Historische Luftaufnahme von Werner Friedli (1948)